# Monasterio de San Juan de Dailam
El Monasterio de San Juan de Dailam (en árabe: دير ناقورتايا; en siríaco:  ܕܝܪܐ ܢܩܘܪܬܝܐ dayrá naqortáyá, literalmente "monasterio cincelado") es un monasterio ortodoxo sirio que se encuentra a 3 km al norte de Bakhdida en el norte de Irak.
El monasterio tradicionalmente es atribuido a "Mar Juan de Dilam" que estuvo activo en la región en el siglo VII y fue el responsable de acuerdo a una leyenda histórica de convertir a su pueblo de la Iglesia de Oriente a la Iglesia Ortodoxa Siria. La mención más antigua atestiguada del monasterio se remonta a finales del siglo noveno. Un manuscrito siríaco menciona la consagración del monasterio en 1115. Registros de Gregorio Bar Hebraeus dicen que los kurdos atacaron el monasterio en 1261 quemando y matando a sus monjes. 
El monasterio fue reconstruido en 1563. La mayoría de los habitantes de Bakhdida comenzó la conversión al catolicismo en el siglo XVIII, el monasterio sin embargo, permaneció bajo el control de la Iglesia Ortodoxa Siria, pero quedó desierto. El monasterio fue reconstruido de nuevo en 1998.